# Rishard Mohamed
Rishard Mohammed (né à une date inconnue) est un joueur de football international tanzanien, qui évoluait au poste de milieu de terrain.

## Biographie

### Carrière en sélection
Il participe avec l'équipe de Tanzanie à la Coupe d'Afrique des nations de 1980 organisée au Nigeria.
En décembre 1980, il joue deux matchs contre le Nigeria rentrant dans le cadre des éliminatoires du mondial 1982.